# 玉木雅士
玉木 雅士（たまき まさし、1985年9月5日 - ）は、日本の男性声優。新潟県出身。大沢事務所所属。

## 来歴
高校2年生の時、新潟市民芸術文化会館主催『ブルターニュの子守唄』を観劇し、感銘を受ける。翌年、同団体主催『家なき子』の警官役として舞台に立ち、役者を目指そうと決めた。
円演劇研究所、映像テクノアカデミア、国際映像メディア専門学校卒業。
2024年3月31日をもって13年間所属したアクセントを退所し、翌4月1日大沢事務所への移籍を自身のSNSで発表。

## 人物
資格は剣道二段。特技は剣舞。趣味は手相占い、ワイン。
オンライン声優ゼミにて講師を務めている。
『逆転裁判 〜その「真実」、異議あり!〜』の御剣怜侍役にてアニメのレギュラーデビューを果たした。御剣のオーディションに受かったのは初めてでもあり、当時は原作のゲームに関しては未体験でもあって受けた後から初めて体験するようになり、その間はプレッシャーが増し、2015年9月頭に合格の電話が来た事もあり、苦労するほど地獄のような半年間を迎えたという。
御剣の「キザでクールでカッコ良くて、でもどこかで天然で、完璧なのに隙がある」という、人間味をあふれた部分を多く持ったキャラクターとして評価しており、リアルな気持ちで臨もうかなと思ったのだが、アフレコでの仕事で「もっとカッコよく」「もっとクールに」「もっとキザに」とアドバイスを頂き、彼が思ってる以上に際立たせるところは演じないと立体的にならないことを実感した。

## 出演
太字はメインキャラクター。

### テレビアニメ
2012年
- アクエリオンEVOL（アルテアの男）
- LUPIN the Third -峰不二子という女-（警官）

2013年
- キングダム（江亜、土門）
- 翠星のガルガンティア（漁師）
- ドラえもん（テレビ朝日版第2期）（ペンキ塗りのおじさん、配達員）
- 忍たま乱太郎（タソガレドキ忍者）

2014年
- ガンダム Gのレコンギスタ（ステファン、士官 他）
- 金田一少年の事件簿R（青井零児）
- PSYCHO-PASS サイコパス 2（業者）
- 神撃のバハムート（アークエンジェル）

2015年
- DOG DAYS''（レイモンド卿）
- トライブクルクル（望月アキラ）
- マジンボーン（ジャガーボーン）

2016年
- 機動戦士ガンダムUC RE:0096（連邦兵、エコーズ隊員）
- 逆転裁判 〜その「真実」、異議あり!〜（2016年 - 2019年、御剣怜侍）- 2シリーズ
- ジョーカー・ゲーム（劇団員）

2017年
- 神撃のバハムート VIRGIN SOUL（アークエンジェル）
- 将国のアルタイル（帝国国使）

2018年
- HUGっと!プリキュア（梅橋先生）
- BORUTO-ボルト- -NARUTO NEXT GENERATIONS-（コクヨウ）

2021年
- 宇宙なんちゃら こてつくん（2021年 - 2023年、ルー）

2022年
- ふしぎ駄菓子屋 銭天堂（明石力也）

### 劇場アニメ
- Gのレコンギスタ I・III（2019年 - 2021年、士官） - 2作品
- 劇場版BEM〜BECOME HUMAN〜（2020年、リック）
- 映画 プリキュアオールスターズF（2023年、レッサーアーク）

### OVA
- 機動戦士ガンダムUC（2013年、エコーズ隊員）

### ゲーム
2013年
- コール オブ デューティ ブラックオプス2
- The Last of Us
- ヒットマン

2014年
- ゼルダ無双（ザント）

2016年
- グランブルーファンタジー（粗暴な漁師）

2017年
- 仁王

2018年
- クイズRPG 魔法使いと黒猫のウィズ（2018年 - 2020年、マルテュス、エンテレケイア、アンラ・マユ）
- 殺し屋とストロベリー（白川）
- 幻獣契約クリプトラクト（2018年 - 2020年、ベルゼ）

2019年
- ディビジョン2
- トロピコ6（タリ王子）

2021年
- モンスターストライク（スコル）

2022年
- タクティクスオウガ リボーン（レオナール・レシ・リモン）

2023年
- Wo Long: Fallen Dynasty（男主人公）
- ライブ・ア・ヒーロー!（タビト）

### オーディオブック
- 婚活マエストロ（2024年、杉田[18]）

### 吹き替え

#### 担当俳優
ジェームズ・マースデン
- 2ガンズ（ハロルド・クインス）
- デッド・トゥ・ミー 〜さようならの裏に〜（スティーヴ・ウッド、ベン・ウッド）
- バチェロレッテ あの子が結婚するなんて!（トレバー・グラハム）

#### 映画
- アイ・フランケンシュタイン（ギデオン〈ジェイ・コートニー〉）
- アウトポスト37（オモ〈ジョー・リーガン〉）
- 悪魔はいつもそこに（ロイ・ラファーティ〈ハリー・メリング〉）
- アメイジング・スパイダーマン（見学者）
- アンチヴァイラル（シド〈ケイレブ・ランドリー・ジョーンズ〉）
- 飢えた侵略者（ボニン）
- エイリアン・インフェクション（ランス〈ブレンダン・フェア〉）
- エンド・オブ・ウォッチ（ブライアン・テイラー〈ジェイク・ジレンホール〉）
- オールド・ガード（ジョー / ユスフ・アル ＝ ケイサニ〈マーワン・ケンザリ〉）
- オリエント急行殺人事件（ピエール・ミシェル〈マーワン・ケンザリ〉[19]）
- カーター（チョルジュ）
- コーダ あいのうた（マイルズ 〈フェルディア・ウォルシュ＝ピーロ〉）
- 殺人魚獣 ヘビッシュ（クリス〈デイヴ・デイヴィス〉）
- ザ・ドア 交差する世界（マックス）
- シークレット・ミッション（ヘラン〈パク・ギウン〉）
- シャチの見える灯台（ベト）
- ジュラシック・ワールド/復活の大地（ボビー・アトウォーター〈エド・スクライン〉[20]）
- 白雪姫と鏡の女王（アルコット王子〈アーミー・ハマー〉）
- シン・アルマゲドン（コリン）
- SQUATTERS 〜不法占拠者〜（マイケル〈ルーク・グライムス〉）
- 世界侵略: ロサンゼルス決戦
- セレステ∞ジェシー（スコット〈イライジャ・ウッド〉）
- 22ジャンプストリート（ズーク〈ワイアット・ラッセル〉）
- ノース・ウォリアーズ 魔境の戦い（コナル〈ライアン・クワンテン〉）
- パークランド ケネディ暗殺、真実の4日間（ロバート・オズワルド〈ジェームズ・バッジ・デール〉）
- パーシー・ジャクソンとオリンポスの神々/魔の海（テレウス〈コナー・ダン〉）
- パーフェクト・ペアリング（コールダー）
- パープル・ハート（ルーク〈ニコラス・ガリツィン〉）
- パッション（ダーク・ハリマン）
- ハンガー・ゲーム2（オペレーター）
- ビザンチウム（ダーヴェル〈サム・ライリー〉）
- 美女と野獣（エティエンヌ〈ミッキー・ハート〉[21]）
- プリティ・ワン たったひとつの恋とウソ。（ベーゼル〈ジェイク・ジョンソン〉）
- ヘラクレス（フィニアス〈ジョー・アンダーソン〉[22]）
- ホームラン 人生の再試合（クレイ）
- VOLCANO 2012
- マイPSパートナー（ソグン〈キム・ソンオ〉）
- ムード・インディゴ うたかたの日々（僧侶）
- 楊家将 〜烈士七兄弟の伝説〜（楊延徳〈レイモンド・ラム〉）
- ラストベガス（ロニー〈ロマニー・マルコ〉）
- リベンジ・ファイト（キング・ソロマン〈アイザック・スミス〉）
- ロボコップ
- ワールド・フォー・スピード（ワイアット・マドックス〈テイラー・ハンドリー〉）
- ワイルド・ルーザー（ナバス〈アルベルト・アンマン〉）

#### ドラマ
- 愛だと言って（ハン・ドンジン〈キム・ヨングァン〉）
- 愛の記憶はさえずりとともに
- ALCATRAZ/アルカトラズ
- ヴァイキング 〜海の覇者たち〜（ロロ〈クライヴ・スタンデン〉）
- WITHOUT A TRACE/FBI 失踪者を追え! シーズン7
- ウェアハウス13 〜秘密の倉庫 事件ファイル〜（スティーブ）
- ウエストワールド（ローガン・デロス〈ベン・バーンズ〉）
- ウェット・ホット・アメリカン・サマー（ブレイク〈ジョシュ・チャールズ〉）
- NCIS 〜ネイビー犯罪捜査班（ジミー・パーマー〈ブライアン・ディーツェン〉）
- FBI: 特別捜査班
- エレメンタリー ホームズ&ワトソン in NY
- LA's FINEST/ロサンゼルス捜査官（パトリック・マッケンナ〈ライアン・マクパートリン〉[23]）
- 王の顔（キム・ドチ〈シン・ソンロク〉）
- お金の化身（イ・ガンソク / イ・チャドン〈カン・ジファン〉）
- 仮面の王 イ・ソン（イ・チョンウン〈シン・ヒョンス〉）
- カリフォルニケーション（タイラー〈スコット・マイケル・フォスター〉）
- THE KILLING/キリング シーズン2
- グッド・ドクター 名医の条件
- クレイジー・エックス・ガールフレンド（ナサニエル〈スコット・マイケル・フォスター〉）
- ケイティ・キーン（KO・ケリー〈ゼイン・ホルツ〉[24]）
- ゲーム・オブ・スローンズ（グレン、ジョリー・カッセル、ランセル・ラニスター、ジャクェン・フ=ガー〈トム・ヴラシア〉、ダーリオ・ナハーリス〈エド・スクライン〉(S3)、ヒズダール・ゾ・ロラク〈ジョエル・フライ〉）
- GOTHAM/ゴッサム（テオ・ギャラバン/アズラエル〈ジェームズ・フレイン〉）
- ザ・ホーンティング・オブ・ブライマナー（オーウェン）
- 三銃士（昭顕世子〈イ・ジヌク〉）
- 主君の太陽（カン・ウ〈ソ・イングク〉）
- SMASH（ジョン）
- SUPERGIRL/スーパーガール（クラーク・ケント / スーパーマン〈タイラー・ホークリン〉）
- スーパーマン&ロイス（クラーク・ケント / スーパーマン〈タイラー・ホークリン〉）
- 青春の記録（サ・ギョンジュン、パク・ドハ）
- 続ハリーズ・ロー 裏通り法律事務所
- ダウントン・アビー（チャールズ・ブレイク）
- ダ・ヴィンチ・デーモン（ジローラモ・リアリオ卿〈ブレイク・リットソン〉）
- Terra Nova 〜未来創世記 シーズン1
- 都会の男女の恋愛法（パク・ジェウォン〈チ・チャンウク〉）
- Dr. ブレイン（コ・セウォン〈イ・ソンギュン〉）
- ナイトシフト 真夜中の救命医（ドリュー・アリスター〈ブレンダン・フェア〉）
- ナイトライダーネクスト シーズン1
- ニュースルーム シーズン1
- ノーリミット（アルチュール）
- 馬医（ソヒョン世子〈チョン・ギョウン〉、イ・ソンハ）
- HAWAII FIVE-0（マイケル・ノシムリ〈ダニエル・ヘニー〉）
- 武神（イ・ジャンヨン）
- ブラックミラー（ウォルドー、ドーソン）
- プリティ・リトル・ライアーズ（ゲイブ・ホルブルック、アンドリュー）
- FRINGE/フリンジ シーズン3（ハリー）
- ブルーブラッド 〜NYPD家族の絆〜 シーズン2
- ベイツ・モーテル（ザック・シェルビー副保安官〈マイク・ヴォーゲル〉）
- HELIX -黒い遺伝子-（セルジオ・バリエセロス少佐）
- ボルジア家 愛と欲望の教皇一族
- またの名をグレイス（サイモン・ジョーダン）
- メン・アット・ワーク（ギブス）
- 模範家族（パク・ドンハ〈チョン・ウ〉）
- YOU -君がすべて-（ジョー・ゴールドバーグ〈ペン・バッジリー〉）
- レバレッジ 〜詐欺師たちの流儀 シーズン4
- ロー&オーダー（ノーラン・プライス〈ヒュー・ダンシー〉）
- 私はラブ・リーガル シーズン1
- ワンス・アポン・ア・タイム（ホエール医師〈デイヴィッド・アンダース〉）

#### アニメ
- アンジェラのクリスマス（警官）
- アンジェラのクリスマス: 聖なる夜の願いごと（父親）
- くもりときどきミートボール2 フード・アニマル誕生の秘密（ジャック）
- サラとダックン（エシャロット、ケーキ）
- スクルージ:クリスマス・キャロル（ボブ）
- パワーパフガールズ（カレ）
- フィニアスとファーブ（モンティ）
- モンスターズ・ユニバーシティ（スラッグ）
- モンスター・ホテル
- 麻辣女配 スパイシーガール（2020年、シーウェイ[25][26]）
- LEGO スター・ウォーズ/フリーメーカーの冒険

#### ボイスオーバー
- アプレンティス2/セレブたちのビジネスバトル　(第8シーズン)（マーク・マクグラス）※日本放送
- アプレンティス4/セレブたちのビジネスバトル　(第10シーズン)（マーク・マクグラス）※日本放送
- 1分間チャレンジ 〜めざせ!100万ドル
- 究極対決!フォートボヤード
- 修復バトル!CARウォリアーズ
- ファイナル・テーブル

### ナレーション
- アバルト
- カネボウ
- ニコニコ超歌舞伎ドキュメンタリーナレーション（2016年 - ）
- モンスター 第9話（2024年12月9日、関西テレビ・フジテレビ系） - 番組内動画ナレーター 役